# Liga Venezolana de Béisbol Profesional
Die Liga Venezolana de Béisbol Profesional ist die höchste professionelle Baseballliga in Venezuela.
Der Champion nimmt als Vertreter von Venezuela an der Serie del Caribe teil.

## Aktuelle Teams
Liga Venezolana de Béisbol Profesional – Saison 2010/11
| Mannschaft                | dt. Name               | Heimatstadt    | Bundesstaat      | Stadion                           | Zuschauerkapazität |
| ------------------------- | ---------------------- | -------------- | ---------------- | --------------------------------- | ------------------ |
| Águilas del Zulia         | Zulia Adler            | Maracaibo      | Zulia            | Estadio Luis Aparicio „El Grande“ | 23.000             |
| Bravos de Margarita       | Margarita Krieger      | Porlamar       | Nueva Esparta    | Estadio Nueva Esparta             | 11.000             |
| Cardenales de Lara        | Lara Kardinäle         | Barquisimeto   | Lara             | Estadio Antonio Herrera Gutiérrez | 20.450             |
| Caribes de Anzoátegui     | Anzoátegui Kariben     | Puerto La Cruz | Anzoátegui       | Estadio Alfonso Chico Carrasquel  | 18.000             |
| Leones del Caracas        | Caracas Löwen          | Caracas        | Distrito Capital | Estadio Universitario de Caracas  | 20.800             |
| Navegantes del Magallanes | Magallanes Navigatoren | Valencia       | Carabobo         | Estadio José Bernardo Pérez       | 15.000             |
| Tiburones de La Guaira    | La Guaira Haie         | La Guaira      | Vargas           | Estadio Universitario de Caracas  | 20.800             |
| Tigres de Aragua          | Aragua Tiger           | Maracay        | Aragua           | Estadio José Pérez Colmenares     | 15.000             |

## Ehemalige Teams
| - Royals Criollos (1923–1942) - Patriotas de Venezuela (1936–1956) - Cervecería Caracas (1942–1952) - Sabios del Vargas (1946–1954) - Equipo Pastora (1953–1954) - Equipo Gavilanes (1953–1954) - Equipo Santa Marta (1954–1955) - Industriales de Valencia (1955–1968) | - Licoreros del Pampero (1956–1962) - Equipo Oriente (1956–1963) - Equipo Estrellas Orientales (1963–1964) - Llaneros de Acarigua (1968–1969) - Llaneros de Portuguesa (1975–1976) - Petroleros de Cabimas (1991–1995) - Pastora de Occidente (1995–1998) - Pastora de los Llanos (1998–2007) |

## Spielmodus
In der Liga spielen die 8 Teams eine erste Ligarunde mit 63 Spielen pro Team, von Oktober bis Dezember. Die 5 höchstplatzierten Teams spielen im Januar in einer weiteren Ligarunde mit 16 Spielen pro Mannschaft und ermitteln die Teilnehmer der Finalserie. Diese spielen dann in einem best-of-seven Modus um die Meisterschaft.

## Geschichte
Es gibt keine genaue und offizielle Version, wie und wann Baseball nach Venezuela gekommen ist und den Venezolanern vorgestellt wurde. Allerdings wird historisch bestätigt, dass während des letzten Jahrzehnts des 19. Jahrhunderts venezolanische Studenten den Sport aus den USA mitbrachten.
Der organisierte Baseball in Venezuela entwickelte Anfang des 20. Jahrhunderts in der Region von Maracaibo, auch durch kubanischen und amerikanischen Einfluss, einen Boom mit zeitweise bis zu 30 Teams, die in 10 verschiedenen, für Baseball erbauten Stadien, spielten.
1938 fand in England die erste Weltmeisterschaft im Baseball statt, von 1939 bis 1943 in Kuba und ab 1940 nahm auch Venezuela mit ihrer Nationalmannschaft teil. Venezuela wurde mit seiner zweiten Teilnahme 1941 sogar Weltmeister. Dies löste einen neuen Boom im eigenen Land aus. 1944 und 1945 wiederholte Venezuela seinen Erfolg und wurde erneut zweimal Weltmeister.
Die Popularität des Sports und die internationalen Erfolge führten zur Gründung der Liga Venezolana de Béisbol Profesional am 27. Dezember 1945. Die Gründungsteams waren: Cervecería Caracas (Vorläufer der Leones del Caracas), Navegantes del Magallanes, Sabios del Vargas und Patriotas de Venezuela.

## Meister
| Saison  | Meister                   |
| ------- | ------------------------- |
| 1946    | Sabios del Vargas         |
| 1946–47 | Sabios del Vargas         |
| 1947–48 | Cervecería Caracas        |
| 1948–49 | Cervecería Caracas        |
| 1949–50 | Navegantes del Magallanes |
| 1950–51 | Navegantes del Magallanes |
| 1951–52 | Cervecería Caracas        |
| 1952–53 | Leones del Caracas        |
| 1953–54 | Pastora de Occidente      |
| 1954–55 | Navegantes del Magallanes |
| 1955–56 | Valencia Industriales     |
| 1956–57 | Leones del Caracas        |
| 1957–58 | Valencia Industriales     |
| 1958–59 | Indios de Oriente         |
| 1959–60 | kein Meister              |
| 1960–61 | Valencia Industriales     |
| 1961–62 | Leones del Caracas        |
| 1962–63 | Valencia Industriales     |
| 1963–64 | Leones del Caracas        |
| 1964–65 | Tiburones de La Guaira    |
| 1965–66 | Tiburones de La Guaira    |
| 1966–67 | Leones del Caracas        |
| 1967–68 | Leones del Caracas        |
| 1968–69 | Tiburones de La Guaira    |
| 1969–70 | Navegantes del Magallanes |

| Saison  | Meister                      |
| ------- | ---------------------------- |
| 1970–71 | Tiburones de La Guaira       |
| 1971–72 | Tigres de Aragua             |
| 1972–73 | Leones del Caracas           |
| 1973–74 | kein Meister (Spielerstreik) |
| 1974–75 | Tigres de Aragua             |
| 1975–76 | Tigres de Aragua             |
| 1976–77 | Navegantes del Magallanes    |
| 1977–78 | Leones del Caracas           |
| 1978–79 | Navegantes del Magallanes    |
| 1979–80 | Leones del Caracas           |
| 1980–81 | Leones del Caracas           |
| 1981–82 | Leones del Caracas           |
| 1982–83 | Tiburones de La Guaira       |
| 1983–84 | Águilas del Zulia            |
| 1984–85 | Tiburones de La Guaira       |
| 1985–86 | Tiburones de La Guaira       |
| 1986–87 | Leones del Caracas           |
| 1987–88 | Leones del Caracas           |
| 1988–89 | Águilas del Zulia            |
| 1989–90 | Leones del Caracas           |
| 1990–91 | Cardenales de Lara           |
| 1991–92 | Águilas del Zulia            |
| 1992–93 | Águilas del Zulia            |
| 1993–94 | Navegantes del Magallanes    |
| 1994–95 | Leones del Caracas           |

| Saison  | Meister                                   |
| ------- | ----------------------------------------- |
| 1995–96 | Navegantes del Magallanes                 |
| 1996–97 | Navegantes del Magallanes                 |
| 1997–98 | Cardenales de Lara                        |
| 1998–99 | Cardenales de Lara                        |
| 1999–00 | Águilas del Zulia                         |
| 2000–01 | Cardenales de Lara                        |
| 2001–02 | Navegantes del Magallanes                 |
| 2002–03 | kein Meister (landesweiter Generalstreik) |
| 2003–04 | Tigres de Aragua                          |
| 2004–05 | Tigres de Aragua                          |
| 2005–06 | Leones del Caracas                        |
| 2006–07 | Tigres de Aragua                          |
| 2007–08 | Tigres de Aragua                          |
| 2008–09 | Tigres de Aragua                          |
| 2009–10 | Leones del Caracas                        |
| 2010–11 | Caribes de Anzoátegui                     |
| 2011–12 | Tigres de Aragua                          |
| 2012–13 | Navegantes del Magallanes                 |
| 2013–14 | Navegantes del Magallanes                 |
| 2014–15 |                                           |
| 2015–16 |                                           |
| 2016–17 |                                           |
| 2017–18 |                                           |
| 2018–19 |                                           |
| 2019–20 | Cardenales de Lara                        |

| Saison  | Finalserie                                            |
| ------- | ----------------------------------------------------- |
| 2020–21 | Caribes de Anzoátegui – Cardenales de Lara 4–0        |
| 2021–22 | Navegantes del Magallanes – Caribes de Anzoátegui 4–3 |
| 2022–23 | Leones del Caracas – Tiburones de La Guaira 4–2       |
| 2023–24 |                                                       |
| 2024–25 | Cardenales de Lara – Bravos de Margarita 4–2          |

| Mannschaft                | Titel |
| ------------------------- | ----- |
| Leones del Caracas        | 18    |
| Navegantes del Magallanes | 12    |
| Tigres de Aragua          | 10    |
| Tiburones de La Guaira    | 07    |
| Cardenales de Lara        | 06    |
| Águilas del Zulia         | 06    |
| Industriales de Valencia  | 04    |
| Caribes de Anzoátegui     | 04    |
| Cervecería Caracas        | 03    |
| Sabios del Vargas         | 02    |
| Indios de Oriente         | 01    |
| Lácteos del Pastora       | 01    |

Titel in der Caribbean Series
| Mannschaft                | CS-Titel |
| ------------------------- | -------- |
| Leones del Caracas        | 2        |
| Navegantes del Magallanes | 2        |
| Águilas del Zulia         | 2        |
| Tigres de Aragua          | 1        |